# Ecnomus ancisus
Ecnomus ancisus is een schietmot uit de familie Ecnomidae. De soort komt voor in het Australaziatisch gebied.